# فلاديمير بوت
فلاديمير فلاديميروفيتش بوت (بالروسية: Владимир Владимирович Бут)‏، مواليد 7 سبتمبر 1977 في نوفوروسيسك هو لاعب كرة قدم روسي سابق

## روابط خارجية
- فلاديمير بوت على موقع بيانات كرة القدم. دي إي (الألمانية)
- فلاديمير بوت على موقع ناشيونال فوتبول تيمز (الإنجليزية)